# Expedition 5

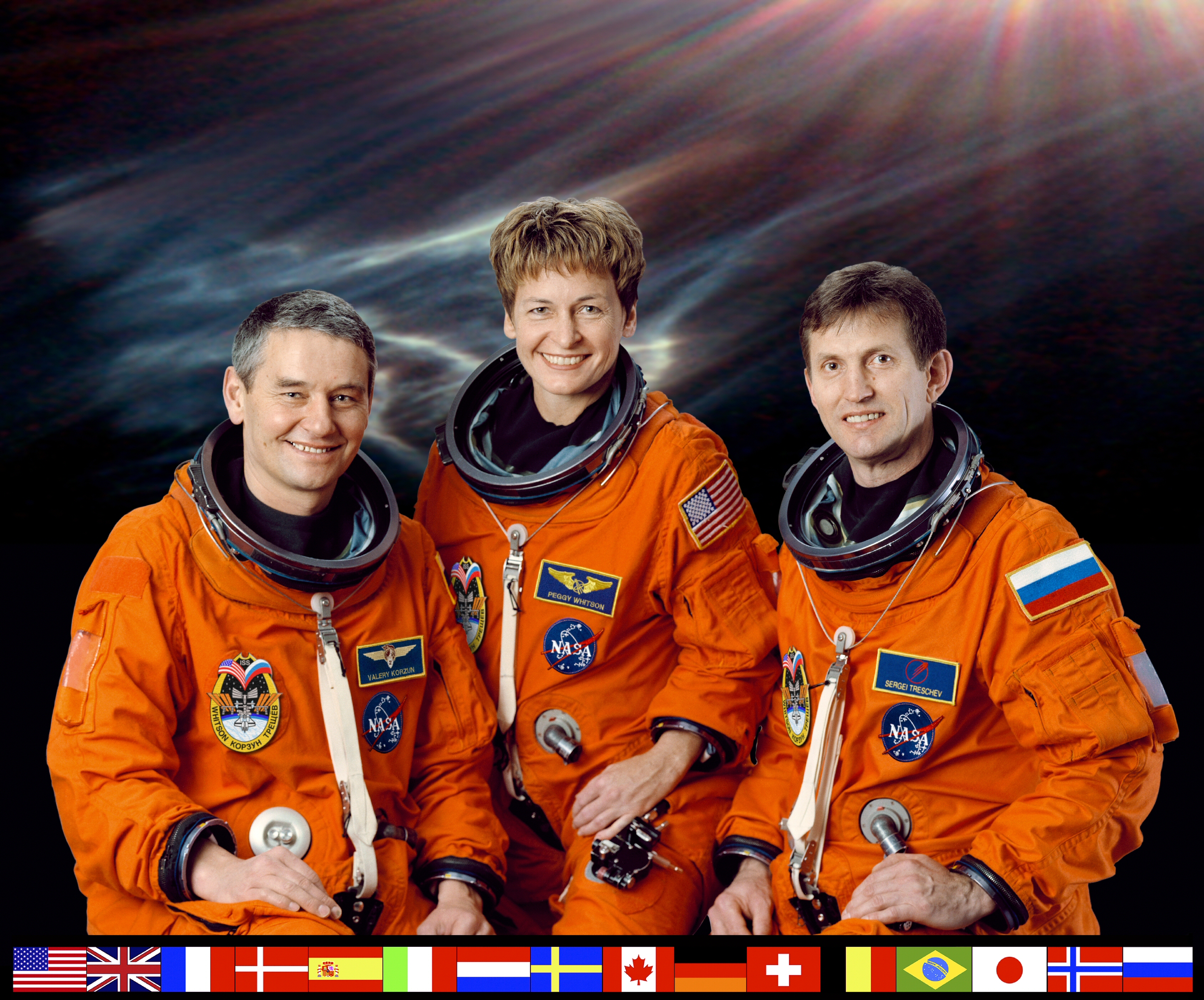
Expedition 5 besättning.

Expedition 5 var den 5:e expeditionen till Internationella rymdstationen (ISS). Expeditionen började den 7 juni 2002 med att rymdfärjan Endeavour under flygningen STS-111 återvände till jorden med Expedition 4:s besättning. Expedition avslutades den 7 december 2002 då rymdfärjan Endeavour under flygningen STS-113 återvände till jorden med Expedition 5:s besättning.

## Utbyggnad av stationen
Under Expedition 5 levererade och installerades Truss P1 av rymdfärjan Endeavour under flygningen STS-113.

## Besättning
| Position       | (5 juni - 7 december 2002)                    |
| -------------- | --------------------------------------------- |
| Befälhavare    | Valerij Korzun, RSA Hans andra rymdfärd       |
| Flygingenjör 1 | Peggy Whitson, NASA Hennes första rymdfärd    |
| Flygingenjör 2 | Sergej E. Tresjtjov, RSA Hans första rymdfärd |